# SOS Chrétiens d'Orient
Ne doit pas être confondu avec Œuvre d'Orient.
SOS Chrétiens d'Orient (SOSCO ou SOS-CO) est une organisation non gouvernementale française d'extrême droite, fondée en 2013 et dédiée à l'aide humanitaire aux chrétiens d'Orient.
L'organisation opère principalement au Proche-Orient. Ses actions sont diverses : aide d'urgence, construction, aide médicale, restauration d'églises, etc. Elle distribue nourriture, médicaments et fournitures.
Ses fondateurs et dirigeants sont issus de mouvements d'extrême droite, notamment de groupes identitaires et radicaux, ce qui vaut à l'association d'être l'objet de controverses, y compris au sein de l'Église catholique.
SOS Chrétiens d'Orient fait également l'objet de critiques pour son soutien au régime de Bachar el-Assad au cours de la guerre civile syrienne. L'ONG est accusée de militer auprès de parlementaires français pour la réhabilitation de ce dernier, de relayer la propagande du régime syrien et d'instrumentaliser à des fins politiques la défense des Chrétiens persécutés en Orient.
L'ONG fait l'objet d'une enquête préliminaire pour complicité de crimes contre l'humanité et crimes de guerre, ouverte par le parquet national antiterroriste en 2021. L'association dit ne jamais avoir été interrogée par la justice à ce propos et conteste toute complicité avec un crime de guerre.

## Description

### Objectif déclaré
Sur son site internet, l'ONG revendique avoir « pour principal objectif d'aider les chrétiens orientaux à demeurer chez eux, au Proche-Orient, en leur apportant une aide matérielle concrète et surtout humaine par une présence permanente de volontaires dans (ses) pays de mission ». Il est également indiqué : « L'association témoigne de la vocation supérieure de la France : retisser le lien avec les chrétiens d'Orient. Devoir qui n'est pas simplement humanitaire, mais aussi culturel et civilisationnel »,,.

### Zone d'activité
L'association est surtout présente au Proche-Orient avec quatre missions permanentes (Syrie, Irak, Liban et Égypte) et une antenne en Jordanie. Elle affirme être aussi intervenue ponctuellement en Arménie, au Pakistan, en Éthiopie et auprès des réfugiés ukrainiens de l'invasion russe en 2022.

### Moyens
Après deux ans d'existence, l'association revendique un budget annuel de 3,5 millions d'euros. D'après Le Monde, l'association a connu entre 2014 et 2018 un « fort essor », avec notamment en 2016 une collecte de 7 à 8 millions d'euros, et revendique 100 000 donateurs. Ses dirigeants revendiquent l'envoi, en quatre ans d'existence, de plus de 1 000 volontaires sans le moindre incident sérieux. En 2021, l'effectif des donateurs serait de 60 000 membres tandis que 2 500 volontaires auraient été envoyés sur le terrain, à la date de 2022.

### Type d'actions
Selon La Croix de novembre 2017, l'association se fait remarquer sur le terrain « par une multitude d'actions à forte visibilité : distributions de cadeaux à Noël et de nourriture, aide à la construction d'écoles et de logements pour les réfugiés, avec publication en temps réel de compte rendu sur les réseaux sociaux ».  Selon Le Figaro étudiant, l'association est active en 2019 en Syrie, en Irak, au Liban, en Jordanie, en Égypte au Pakistan, et l'aide d'urgence a laissé la place aux projets de reconstruction économique.
En janvier 2019, Le Figaro étudiant relaie le bilan de l'association publié par SOS Chrétiens d'Orient sur son site, qui indique 1 500 volontaires envoyés sur le terrain, ayant visité 60 000 familles « en grande pauvreté » et distribué « plus de soixante tonnes de matériel médical ou humanitaire, trente tonnes de médicaments ou de paniers alimentaires ». 
Dans un ouvrage publié en 2017, le journaliste Fréderic Pons évoque plusieurs dons effectués par l'ONG. Des générateurs d'électricité sont offerts à la communauté salésienne d'Alep ainsi qu'à l'hôpital Saint-Louis à Alep en 2015. En 2016, l'association offre à l'archéparchie grec-catholique melkite d'Alep un chèque de 150 000 euros pour financer le projet “Bâtir pour rester”. Les bénévoles de l'association fournissent aussi de l'aide pour aménager l'Institut de l'apprentissage de l'artisanat syrien en vue de son ouverture, avec l'association Al-Shakra. Le journaliste parle aussi d'un soutien spirituel en termes de prières et de lien avec les chrétiens occidentaux. Le docteur Ghali évoque dans son ouvrage des soins aux personnes âgées et de l'éducation aux enfants fournie par les bénévoles dans un bidonville au Caire. Le journaliste Philippe Lobjois, dans son livre Le Journal de Myriam, évoque aussi le soutien des volontaires de l'association en zone de guerre.
La journaliste Sara Daniel et le philosophe Benoît Kanabus, dans leur livre, mentionnent l'aide de l'ONG à l'une des femmes anciennement réduites à l'état d'esclave sexuelle par l'État islamique.
Dans le cadre sa mission en Arménie de 2020-2021, SOSCO finance l'achat d'un scanner pour le centre cardiovasculaire franco-arménien (CCFA) à Goris afin de combler un désert médical.

## Histoire
L'association est déclarée à la préfecture de police de Paris le 16 octobre 2013. Son siège, d'abord situé 5 rue Lakanal dans le 15e arrondissement de Paris, est maintenant au 16 avenue Trudaine dans le 9e arrondissement.
La création de l'association fait suite à la bataille de Maaloula, en septembre 2013 en Syrie, entre l'armée du régime syrien d'une part, des rebelles locaux et djihadistes d'autre part. Maaloula est un village de Syrie où la population chrétienne est importante. D'après le Figaro étudiant, Charles de Meyer et Benjamin Blanchard se rendent en Syrie « apporter vivres, médicaments et jouets dans le pays ». Ils sont alors néophytes en matière d'aide humanitaire.
Lors du second voyage, en décembre 2013, à l'occasion du réveillon de Noël, après une séance photo lors d'une distribution de jouets dans un orphelinat, des participants rencontrent George Chaoui et cherchent à s'enrôler dans les forces armées de Bachar el-Assad. Des militants d'extrême droite passent ainsi par l'association pour se rendre en Syrie et tenter de rejoindre les rangs de l'armée syrienne, dont Mickael Takahashi, qui, éconduit, s'engagera dans des milices pro-russes au Donbass dès 2014,.
L'organisation est parrainée dès sa création par Valéry Giscard d'Estaing et Jean d'Ormesson,.
Selon France 24, l'association multiplie alors « les envois de vivres et de volontaires, principalement en Irak et en Syrie, pour venir en aide aux minorités chrétiennes ». SOS Chrétiens d'Orient indique fournir des secours d'urgence (eau, nourriture, couvertures, etc.) aux réfugiés dans les camps, financer pharmacies, infirmeries mobiles, matériel sanitaire et médicaments. Elle supporte également le « maintien de la vie spirituelle », notamment par la sécurisation et la restauration d'églises endommagées, ainsi que l'éducation des jeunes chrétiens par la construction d'écoles et l'organisation de spectacles,,. La presse relaie de nombreux témoignages de bénévoles et interviews de membres de l'association ou des informations sur la présence de l'association sur le terrain,,,,,,,.
En février 2017, le label « partenaire de la défense nationale » est attribué à l'association par arrêté du ministère de la Défense français,,. Selon Libération, l'obtention de ce label est inattendue, et « couronne une stratégie de séduction dirigée vers la défense […] pour une association en quête de respectabilité pour ses opérations de lobbying ». Édith Gueugneau, députée membre du Conseil supérieur de la réserve militaire, où les élus prennent part aux réflexions « tombe des nues en apprenant que l'association SOS Chrétiens d'Orient a obtenu ce statut. « Cette décision m'interroge, il s'agit d'un arrêté pris par le ministère ! » commente-t-elle, assurant avoir interpellé le cabinet du ministre de la Défense sur le sujet ». Selon Mediapart, la délégation à l'information et à la communication de la Défense (DICoD) affirme que « le ministère des Armées a décidé de ne pas renouveler ce partenariat avec SOS Chrétiens d'Orient ». Fin 2020, le label « partenaire de la défense nationale » de SOSCO prend fin, le décret officialisant le retrait du label est publié en janvier 2022.
En mai 2019, Benjamin Blanchard offre le poste de directeur administratif financier à Fadi Farah, un Syrien qui a travaillé pendant plus de huit ans au siège de la Syria Trust for Development (STD, fondé par Asma el-Assad) à Damas, et a présidé l'une de ses filiales de 2013 à 2017, avant de s'expatrier en France pour suivre des études au sein de la Sorbonne Business School, puis de prendre son poste à SOS Chrétiens d'Orient.
Le 20 janvier 2020, quatre collaborateurs expérimentés de l'association, trois Français et un Irakien, sont portés disparus à Bagdad. Pierre-Alexandre Bouclay, directeur de la communication de l'association, précise que l'identité des quatre salariés ne peut être communiquée pour des raisons de sécurité. Les kidnappeurs pourraient être une milice chiite, dans l'orbite de certains centres du pouvoir irakien et de l'Iran. Le 26 mars 2020, la France annonce retirer d'Irak ses troupes impliquées dans l'opération Chammal et le jour suivant les employés de SOS Chrétiens d'Orient, Antoine Brochon, Julien Dittmar, Alexandre Goodarzy, et l'Irakien Tariq Mattoka sont libérés,. Depuis leur libération, les otages demandent que la justice française qualifie leur enlèvement de terroriste, et non pas comme un simple acte crapuleux.

## Branche italienne
L'ONG possède depuis septembre 2018 une branche en Italie, à Rome, nommée Fondazione SOS Cristiani d'Oriente. Selon l'hebdomadaire Italien L'Espresso, celle-ci aurait des liens avec l'extrême droite italienne et serait « infiltrée dans la politique italienne ». Selon le même média, l'association ferait notamment la promotion d'une vision du conflit favorable à Assad auprès des parlementaires italiens, demandant des dons et envoyant des volontaires italiens en Syrie,. 
Le président de SOS Cristiani d'Oriente est Sebastiano Caputo, rédacteur en chef d'un magazine italien L'Intellettuale dissidente, qui selon le magazine Rolling Stone, serait « au centre de la galaxie rouge brun ». L'Espresso, rapporte que Sebastiano Caputo a écrit pour Égalité et Réconciliation, le site d'Alain Soral, ainsi que pour Rinascita, qui a publié le travail du négationniste Robert Faurisson. Plusieurs sources rapportent des liens entre Sebastiano Caputo et l'organisation italienne néofasciste CasaPound, qui, tout comme SOS Chrétiens d'Orient et lui, défend le régime de Bachar el-Assad et qualifie tous ses opposants de terroristes.Interprétation abusive ? Selon plusieurs sources, Sebastiano Caputo n'est pas le seul membre de SOS Chrétiens d'Orient à entretenir des liens avec CasaPound, c'est également le cas d'Anne-Lise Blanchard. Caputo affirme, dans un droit de réponse à L'Espresso, que la branche Italienne de SOSCO n'avait jamais collaboré avec CasaPound,,.

## Partenariats
En 2013, l'ONG organise la tournée en France de la chorale chrétienne Cœur-Joie, originaire de Damas, dirigée par le père Zahlaoui, « conseiller spirituel » du palais présidentiel de Damas. 
L'association travaille en partenariat avec des organisations humanitaires catholiques comme l'Aide à l'Église en détresse ou l'ordre de Malte au Liban. En 2015, elle reçoit par ailleurs le soutien financier de l'aumônerie de l'Institut catholique de Rennes.
En 2017, le chanteur Jean-Pax Méfret dédie son album Noun aux chrétiens d'Orient et joue quelques-uns de ses morceaux lors d'une soirée caritative organisée par l'association SOS Chrétiens d'Orient.  
En août 2017, SOS Chrétiens d'Orient signe un partenariat avec l'association syrienne Al-Sakhra (الصخرة, « le Rocher ») pour la création d'un institut professionnel d'architecture traditionnelle. Le but est de participer à la préservation du patrimoine architectural syrien et notamment celui du vieux Damas.
SOS Chrétiens d'Orient est partenaire depuis 2016 de l'ONG libanaise Nawraj (نورج), dirigée par Fouad Abou Nader, ancien chef milicien des Phalanges libanaises. Selon Mediapart, les deux ONG « semblent partager la même vision communautariste et identitaire du christianisme ».
SOS Chrétiens d'Orient est également partenaire du Syria Trust for Development d'Asma el-Assad, qui centralise les associations intervenant en Syrie et est accusé de détourner une large partie des fonds,.
SOS Chrétiens d'Orient est aussi partenaire de la Fraternité Saint-Vincent-Ferrier qui fournit à l'association un conseil spirituel.
Fin 2021, la fondation al-Tawarek organise plusieurs événements autour de Noël avec SOS Chrétiens d'Orient et Caritas Liban, sous le patronage de Youssef Soueif (en), archevêque maronite de Tripoli,.

## Diffusion d'une idéologie «conservatrice catholique»
Alexis Artaud de La Ferrière, situe la création de SOSCO comme faisant partie d'un renouveau conservateur en France, reposant sur la défense de la nation, la pratique religieuse et la promotion de valeurs perçues comme traditionnelles. Pour l'universitaire, c'est l'échec de La Manif pour tous « à imposer sa vision à la nation » qui pousse Benjamin Blanchard et Charles de Meyer à fonder SOSCO. L'ONG devient un nouveau moyen d'action pour propager leurs idées, par des liens avec des personnalités et médias conservateurs, des publications de livres, et l'organisation d'évènements qui permettent à la fois de récolter des dons et de diffuser leur idéologie. Des personnalités comme Philippe de Villiers, Jean Sévillia, Laurent Dandrieu ou Bruno de Cessole sont invitées aux soirées organisées par l'association. Patrick Buisson y fait un discours comportant des références à Maurice Barrès, Robert Brasillach et Charles Péguy.
Selon Artaud de La Ferrière, les membres de SOSCO se représentent eux-mêmes comme « une minorité retranchée et persécutée car détentrice d'une vérité qui menacerait la culture dominante », perçue comme basée sur l'individualisme, le sécularisme et le libéralisme. SOSCO entretient une anxiété vis-à-vis de l'islamisme, voire une hostilité envers l'islam. Elle associe la persécution que subissent les chrétiens du Proche-Orient à une décadence de la France, qui appellerait une reconquête, promue auprès des bénévoles, dont le séjour à l'étranger s'apparente alors à un rite initiatique. Tous, catholiques ou non, doivent participer aux prières et offices religieux encadrés par un prêtre qui leur rend régulièrement visite. 
Selon l'universitaire, même si les bénévoles ne sont pas engagés dans des actions violentes, il existe des points communs entre ceux-ci et les jeunes Français partis faire le djihad en Syrie ; les jeunes recrutés revendiquent un retour du religieux et désirent « rétablir un ordre moral totalisant, en opposition à la différenciation fonctionnelle et à l'autonomisation de l'individu qui caractériseraient les sociétés modernes ». Tout comme les jeunes djihadistes, ils rejettent les institutions actuelles de la démocratie représentative et les normes libérales. Leur départ à l'étranger se conçoit comme une « intégration dans une contre-culture collective ». Leur retour en France se veut le moment d'un témoignage d'un christianisme authentique et sa diffusion dans leurs réseaux afin de participer à une « reconquête morale » et un enracinement du catholicisme en France.
SOSCO envoie donc des jeunes à l'étranger non seulement dans une optique caritative, mais aussi pour qu'ils s'émancipent des valeurs ou discours dominants en France, notamment ceux hostiles au régime syrien de Bachar el-Assad. Les anciens volontaires de l'association affirment vouloir témoigner en France de ce qu'ils ont vécu via l'ONG. Alexis Artaud de La Ferrière conclut donc que ces jeunes constituent une « force d'action sociétale » pour SOSCO.
Analysant les travaux d'Artaud de La Ferrière, le doctorant Nathan Jobert estime que l'ambition de SOSCO d'affirmer dans l'espace public une identité catholique traditionaliste et souverainiste fait écho à ce qu'était l'Œuvre d'Orient telle que conçue par ses fondateurs, des catholiques assumés revendiquant un projet politico-religieux, avant que l'Œuvre d'Orient n'évolue vers un profil apolitique. Il affirme que le militantisme catholique de SOSCO place l'association sur le créneau « de la communautarisation et de la politisation de l'aide envers les chrétiens d'Orient », un créneau occupé autrefois par l'Œuvre d'Orient, à l'époque « patriotique, nostalgique des croisades ». Selon lui, cela vaut à SOSCO le soutien des mouvances traditionalistes et conservatrices de l'Église, comme la Fraternité Saint-Pie X, qui s'opposent au Concile de Vatican II, qui prônait notamment le dialogue inter-religieux.

## Liens avec l'extrême droite

### Description politique de l'ONG en général
Pour Camille Lons, chercheuse à l'ECFR, l'association est « en réalité intégralement noyautée par la mouvance de l'ultra-droite ». Libération, L'Express, et BuzzFeed décrivent l'ONG comme « noyautée » par l'extrême droite et relèvent la présence de personnalités issues de ce courant politique parmi les fondateurs, les dirigeants, les membres ou volontaires de l'ONG.
Selon le site d'information, l'association se présente de façon « apolitique » et « neutre », que cela soit sur sa déclaration légale au Journal officiel Associations en 2013, ou sur son site, où la page des soutiens ne mentionne pas de figure politique émanant de l'extrême droite et où sa présentation ne signale que la « réalisation de projets concrets promouvant la fraternité avec les chrétiens d'Orient ». Libération ajoute que l'association fait preuve de la même « neutralité » sur les profils de ses réseaux sociaux et conclut : « résultat, les journalistes se laissent berner ». D'après BuzzFeed, jusqu'en 2015, la presse relaie les actions de l'association sans mentionner « le pedigree extrémiste de ses responsables ou de ses volontaires ».
LCI note que l'association se revendique « apolitique » mais qu'elle a été partenaire d'une « convention de la droite » organisée par Marion Maréchal en septembre 2019,. 
D'après Le Monde, l'association est « proche des milieux identitaires et de l'Action française ». 
Plusieurs journalistes qualifient SOSCO d'association « proche de l'extrême droite »,,,,,, ou bien d'« association d'extrême-droite »,,,,. De plus, Libération décrit l'association comme « liée à l'extrême droite », Le Parisien comme « ancrée à l'extrême droite depuis sa création », et France info dans « la lignée classique des traditionalistes chrétiens qui se situent à l'extrême droite ». D'après Middle East Eye, l'association est qualifiée « d'extrême droite » à cause de « ses liens avec le Rassemblement national ». Selon L'Express, une source impliquée dans la cause des chrétiens d'Orient affirme que « des extrémistes se sont emparés du sujet », faisant référence à SOS Chrétiens d'Orient. D'après BuzzFeed, les membres de l'association sont « majoritairement issus de l'extrême droite radicale ». Selon Nicolas Hénin, « tous les cadres et fondateurs de l'association affichent un CV d'extrême droite » et « plusieurs membres éminents ont été exclus du FN qui les considérait comme trop radicaux ».
Selon un article de l'AFP,,,, rédigé à l'annonce de l'enlèvement de membres, les responsables de l'association SOS Chrétiens d'Orient sont « ancrés à droite », et selon plusieurs journaux, qui ont relayé cet événement, les responsables de l'association sont « ancrés très à droite »,,,. D'après REFLEXes, l'association a « réussi le tour de force » de rassembler « toutes les familles de l'extrême droite française autour d'une même cause » : identitaires, anciens de L'Œuvre française, frontistes, catholiques intégristes, etc..

### Fondateurs, dirigeants et membres
Charles de Meyer, président et fondateur de l'association, se réclame de la mouvance maurassienne, « courant royaliste d'extrême droite »,. Charles de Meyer est un ancien assistant du député d'extrême droite Jacques Bompard. Il est militant du Printemps français et assistant parlementaire de l'eurodéputé du Rassemblement national Thierry Mariani. Benjamin Blanchard, cofondateur de l'association, est un ancien collaborateur de l'eurodéputée du Front national Marie-Christine Arnautu et animateur sur Radio Courtoisie,,. Tous deux se sont rencontrés en garde à vue, en avril 2013, dans le cadre d'une action de La Manif pour tous,. François-Xavier Gicquel, qui a été nommé chef de mission par l'association, est un ancien du Front national exclu en 2011 après la fuite de photos le montrant en train de faire le salut nazi et une participation à un apéro « saucisson-pinard ». Il devient alors membre du groupuscule d'ultra droite Jeunesses nationalistes, un organisme qui sera interdit après la mort de Clément Méric,. L'article de BuzzFeed de mai 2015, signale qu'un autre dirigeant de l'association est issu des « mêmes milieux extrémistes » : Olivier Demeocq, collaborateur de Radio Courtoisie. D'après Mediapart, Olivier Demeocq fait partie des fondateurs de l'association ; il en a été le premier secrétaire, avant de la quitter quelques mois plus tard. En 2021, il accuse SOSCO d'avoir mené un agenda politique et d'avoir répandu de la désinformation.
Outre ces quatre dirigeants, BuzzFeed liste également en 2015 trois membres ou volontaires, : Damien Rieu, « porte parole du groupe d'extrême droite Génération identitaire » (dissous), Rodolphe Istre, candidat du parti d'extrême droite Ligue du Sud, et Maxime Gaucher, dirigeant identitaire lyonnais. Maxime Gaucher, qui a fait partie des volontaires partis au Moyen-Orient, est selon le mouvement antifasciste REFLEXes un militant identitaire « adepte de la violence ». En 2017, StreetPress signale que Charlotte d'Ornellas, « journaliste préférée de la fachosphère » est membre de l'association. En 2019, France-Soir indique que Tristan Mordrelle, « nationaliste historique, ancien du GRECE », a appartenu à l'association. 
La Vie écrit que « les dirigeants et fondateurs de l'association sont pour la plupart issus de l'extrême-droite » et écrit également que les dirigeants et fondateurs sont « tous des jeunes issus de la droite catholique identitaire ». De plus, l'hebdomadaire affirme que « SOS Chrétiens d'Orient compte aussi parmi ses militants des membres de Génération identitaire, dont Damien Rieu, ancien porte-parole de cette organisation ». Par ailleurs, l'hebdomadaire rapporte les propos d'Arthur du Tertre, secrétaire général de l'association, qui déclare : « Nous n'avons aucun lien avec une organisation politique, nous voulons aider les chrétiens d'Orient, c'est tout ».
Un article de 2020 d'Intelligence Online indique que le conseil d'administration de l'association compte parmi ses membres Charlotte d'Ornellas, chroniqueuse pour Valeurs actuelles, et Anne-Lise Ramon Blanchard, mère du cofondateur et directeur Benjamin Blanchard,. L'aumônier général de l'association est le père Augustin-Marie Aubry, membre de la Fraternité Saint-Vincent-Ferrier. La collecte de fonds échoit quant à elle à la société Ad litteram, dirigée par Tristan Mordrelle ; Benjamin Blanchard déclare pourtant au Monde ne pas connaître cette structure.
En 2020, l'association reçoit le prix Renaissance des lettres[source secondaire souhaitée].
En février 2022, Mediapart rapporte différents liens et marques publiques de soutien mutuel entre SOSCO et l'homme politique d'extrême droite Éric Zemmour, qui aide également l'organisation à récolter des fonds pour la ville de Mhardeh ; d'anciens bénévoles et d'anciens employés et cadres de l'ONG ont rejoint ses soutiens, son équipe de campagne ou son service de sécurité,.

## Critiques

### Instrumentalisation de la cause des Chrétiens d'Orient
Camille Lons, chercheuse à l'ECFR publiée sur le site Orient XXI, décrit l'action de l'association en la situant dans un contexte plus vaste, estimant que le « rôle du gouvernement français dans la mobilisation en faveur des chrétiens d'Orient » dépasse le cadre de l'engagement humanitaire et reflète des « enjeux idéologiques forts », portés majoritairement par la droite française. Cette dernière utiliserait le thème des chrétiens d'Orient « tout d'abord à cause de leur traditionnelle association avec l'électorat catholique français », mais aussi parce qu'elle privilégierait les débats autour de l'identité chrétienne de la France et, moins explicitement, autour de la crainte d'une éventuelle « islamisation » de la société. L'ONG SOS Chrétiens d'Orient serait « l'exemple le plus emblématique » de la présence de l'extrême droite « autour de ces thématiques ». La chercheuse affirme que l'ONG « milite dans le même temps pour la réhabilitation du régime de Bachar Al-Assad », puis elle déclare : « Si la cause des chrétiens d'Orient fait autant l'objet de stratégies d'instrumentalisation politique, c'est parce qu'elle tend à cristalliser nombre de fantasmes et de craintes qui animent les débats en France ».
Orient XXI estime d'une manière générale que l'extrême droite française a utilisé au profit de son idéologie identitaire le martyre des chrétiens irakiens « chassés par les djihadistes de l'organisation de l'État islamique ». Pour Orient XXI, l'association SOS Chrétiens d'Orient est dédiée en apparence à la défense des chrétiens mais « cache » un « agenda partisan ».
Selon Nicolas Hénin, cette ONG n'a « d'égard pour ses coreligionnaires que dès lors qu'ils se font massacrer par des islamistes. On ne les a jamais entendus prendre la défense des catholiques d'Ukraine ».
Selon BuzzFeed, officiellement l'association se charge d'aider les chrétiens persécutés en Orient, mais officieusement « ses membres sont majoritairement issus de l'extrême droite radicale et semblent aussi œuvrer pour réhabiliter le dictateur Bachar al-Assad ».
Pour l'historien et spécialiste des Chrétiens d'Orient, Bernard Heyberger, l'ONG « joue sur la communauté chrétienne et catholique » et conteste la politique internationale de la France et de l'Europe, et contrairement à l'Œuvre d'Orient, qui est « attachée à soutenir la communauté musulmane », « défend des thèses islamophobes » et la « théorie raciste dite du "grand remplacement" ». 
Selon Le Soir, l'ONG joue sur une « crainte douteuse » : faire penser aux Chrétiens d'Europe qu'« à trop oublier leurs racines, ils deviendront la cible d'islamistes extrémistes », comme cela est arrivé à des Chrétiens d'Orient « lorsque l'État islamique a ciblé ces communautés en Syrie et en Irak ».  

#### Critique au sein de l'Église
Le 8 novembre 2017, Pascal Gollnisch, directeur général de l'Œuvre d'Orient et vicaire général de l'ordinariat des catholiques orientaux en France, critique fortement l'association SOS Chrétiens d'Orient devant les évêques de France réunis à Lourdes. Il dénonce les « risques inconsidérés » que l'association fait courir à ses « jeunes volontaires très méritants », un budget de communication « semblant excessif » (« Avec 30 à 40 % de frais généraux, ils sont bien au-delà de ce que font les autres associations, qui dépensent plutôt 15 à 20 % de leur budget pour cela »), l'adoption d'une grille de lecture opposant chrétiens et musulmans, la proximité des fondateurs de l'association avec le Front national et les « réseaux de Marine Le Pen » et sa complaisance vis-à-vis de Bachar el-Assad alors que la France n'est pas neutre dans le conflit : « On doit éviter que la question des chrétiens d'Orient soit liée de manière partisane. Nous devons parler aux élus, aux cabinets ministériels, mais ne pas se lier à un parti. », et il met en garde les partis politiques de ne pas instrumentaliser la défense des chrétiens à « d'autres fins, comme celle de l'immigration »,,. La Croix signale que, pour l'année 2015, les comptes de SOS Chrétiens d'Orient publiés au Journal officiel Associations, indiquent que « les frais de recherche de fond et frais de fonctionnement représentent 37 % des ressources collectées auprès du public ».
Selon Libération, l'allocution de Pascal Gollnisch sonne pour les spécialistes comme une « mise au ban » de l'association. Le journal, qui note que Pascal Gollnisch a dénoncé la « grille de lecture » de l'ONG concernant les conflits au Moyen-Orient, affirme que, effectivement, l'association « reprend volontiers la rhétorique du clash des civilisations, qui oppose chrétiens et musulmans ». Le journal estime que, depuis environ cinq années, la question des chrétiens d'Orient est devenue en France « hautement politique et explosive, alimentant dans les courants conservateurs et d'extrême droite une hostilité à l'égard de l'islam et un rejet des musulmans ». Le quotidien affirme que « SOS Chrétiens d'Orient, très active sur le terrain et questionnée à plusieurs reprises sur la non-publication de ses comptes, s'est fait le porte-étendard de ce positionnement radical ».
D'après Le Monde, si certaines ONG sont gênées par la « proximité de l'association avec l'extrême droite », beaucoup lui reconnaissent son « efficacité ». Et le journal rapporte le commentaire d'un responsable d'une autre ONG qui déclare : « Sur le terrain, ils sont excellents, ils aident les musulmans comme les chrétiens. ».
Face aux critiques de l'Œuvre d'Orient , le président de SOS Chrétiens d'Orient Charles de Meyer affirme que « 1 000 volontaires [ont été] envoyés sans aucun problème », et réfute avoir une lecture confessionnelle ou partisane du conflit en mettant en avant la présence de volontaires dans des régions majoritairement sunnites : « Il est évident que quand on rentre en Syrie, on a un rapport avec les autorités syriennes. Mais au Liban, nous travaillons avec des personnes qui sont considérées comme adversaires du pouvoir en place à Damas. Notre but est d'aider les chrétiens d'Orient à rester sur place, pas d'être les agents de qui que ce soit. ». Il se défend aussi de toute tentative de récupération : « Notre but est d'être intégralement indépendants [...] Nos 35 000 donateurs ont un profil plus militant et sont intéressés par le côté dynamique de nos actions ». Ce « dynamisme » est jugé excessif par l'Œuvre d'Orient, notamment pour un appel aux dons dénaturant des propos de Laurent Fabius, ministre des Affaires étrangères d'alors. Pierre Sabatié-Garat, président de l'Œuvre d'Orient, accuse l'ONG de jouer sur les ambiguïtés pour lever des fonds, des donateurs confondant les deux organisations.

### Critiques sur son financement
Du fait de la proximité relative de leurs noms respectifs, l'Œuvre d'Orient a envoyé un courrier à ses donateurs pour dissiper la confusion et se démarquer de SOS Chrétiens d'Orient. Pour le journaliste Henri Tincq, l'association SOS Chrétiens d'Orient, qui « réunit des jeunes catholiques d'extrême droite », « fait le siège de paroisses et d'écoles catholiques pour les informer de la situation des croyants dans le monde », « en fait pour détourner l'argent des donateurs français habitués à soutenir la très officielle Œuvre d'Orient ».
En juin 2019, des élus de la Région Auvergne-Rhône-Alpes dénoncent le projet de subvention de l'association par la majorité de Laurent Wauquiez, estimant que « les dirigeants [de l'association] sont notoirement connus pour leur appartenance à l'extrême droite et aux mouvements identitaires et nationalistes ». Un élu socialiste va jusqu'à qualifier l'association d'entreprise politique extrémiste. La délibération est retirée juste avant le vote,. 
La proposition de subvention étant remise à l'ordre du jour de septembre, l'opposition conteste de nouveau le projet. Laurent Wauquiez annonce que l'association ayant « eu des liens politiques avec des personnalités extrémistes issues de mouvements identitaires », la région a demandé des renseignements auprès de l'ambassade de France en Irak, et reçu pour réponse que l'association bénéficie au titre d'ONG française d'un suivi par l'ambassade. Laurent Wauquiez précise qu'il attend de connaître « la qualité du travail qui est fait » par l'ONG avant de prendre une décision et retire finalement la proposition de subvention, annonçant que l'ambassade ne soutient pas financièrement l'association et qu'elle « émet des réserves sur l'efficacité de son action ». Selon Le Progrès, Laurent Wauquiez a justifié son revirement en citant une « source » à l'ambassade, tandis que SOS Chrétiens d'Orient invoque une « désinformation grave de la part de la Région Auvergne-Rhône-Alpes » et « des propos qui ne correspondent pas aux retours faits par l'ambassade de France en Irak, le consulat général de France à Erbil et le centre de crise et de soutien du ministère des Affaires étrangères ».

## Proximité avec le régime de Bachar el-Assad
Les responsables de l'association ont « parfois été jugés complaisants envers le régime de Bachar el-Assad »,. Dès la création de l'ONG, ses fondateurs de l'ONG s'allient à Hala Chaoui, femme d'affaires franco-syrienne et conseillère officieuse du président syrien. C'est dans une maison appartenant à sa famille, dont elle est garante et où elle se rend régulièrement que l'association installe son siège à Damas. 
Pour organiser des voyages en Syrie, SOS Chrétiens d'Orient traite directement avec les assistants d'Assad et avec les mukhabarats, services de renseignement syriens. 
Lors de la guerre civile syrienne, l'association ne cache pas — d'après un article de Pierre Alonso et Dominique Albertini — « son parti pris en faveur de Bachar al-Assad » ; en 2014, Charles de Meyer déclare à l'agence de presse russe Sputnik : « L'alternative qui s'impose aujourd'hui est triviale : c'est soit al-Assad, soit le djihadisme international, intolérant et ultra-violent ». 
En 2015, Jérôme Tousaint, membre de l'association SOS Chrétiens d'Orient, ami revendiqué du régime de Bachar el-Assad, « lobbyiste de l'ombre » qui « œuvre pour un rapprochement entre Paris et Damas », et ex-candidat UMP aux législatives, organise, avec l'association, un voyage en Syrie et une rencontre pour 30 touristes français en Syrie avec le vice-ministre des Affaires étrangères. C'est lui qui obtient les visas « négociés au plus haut niveau avec Damas ». Garance Le Caisne écrit que c'est lui qui « dirige officieusement la communication » de SOS Chrétiens d'Orient. Elle s'interroge : « Peut-il ignorer, ce Français qui connaît si bien le régime et les quartiers de la ville que, de l'autre côté de la rue, on tue, non, on assassine au nom de ce régime ? ». Pour Jérôme Tousaint, Bachar el-Assad est un allié que Paris a intérêt à soigner,.
L'association, qui en Syrie est « connue pour œuvrer exclusivement dans les zones contrôlées par le régime de Damas », ne fait pas mystère de sa proximité avec les autorités syriennes, et dès 2013, « se soumet entièrement au protocole imposé par le clan de Bachar el-Assad » pour opérer dans le pays. L'ONG a donc pour partenaire le Syria Trust for Development (STD) « une énorme structure caritative placée sous le patronage de l'épouse de Bachar », Asma el-Assad, qui reçoit des subventions bien qu'Asma el-Assad soit sous sanctions internationales,,,. Le STD est connu pour récolter des fonds dont une grande partie est détournée par le régime alors que seulement 20 % iraient aux bénéficiaires visés. SOS Chrétiens d'Orient a versé plus de 470 000 euros à cette fondation, ce qui, selon Mediapart, pourrait valoir à l'ONG des sanctions en raison de la loi César, qui permet de poursuivre « tous ceux qui soutiennent et commercent avec des organismes du régime »,.
En 2015 et 2016, l'association sert à nouveau d'intermédiaire et organise la rencontre de quatre députés français — dont Thierry Mariani, Nicolas Dhuicq et Jean Lassalle — avec le président syrien à Damas,. Les quatre parlementaires partent sans l'aval du ministère de l'Intérieur. Celui-ci, apprenant que les quatre élus sont en Syrie, manifeste immédiatement son désaccord. Le président François Hollande et le Premier ministre Manuel Valls condamnent vivement ce voyage informel,. 
La chercheuse Camille Lons cite, en 2016, « Julie A. », une ancienne bénévole de l'association qui déclare au sujet d'une mission à laquelle elle a participé en Syrie : « Je me suis rapidement rendu compte de leurs convictions. Nous sommes allés à un meeting prorégime, on se serait cru en Corée du Nord. J'ai décidé de quitter la mission juste après cet épisode. ».
En 2019, l'ONG travaille main dans la main avec la Syria Trust Association d'Asma el-Assad, avec qui un centre communautaire est inauguré à Alep en mars. Cet organisme traite directement avec la branche syrienne de la banque libanaise Byblos Bank dans laquelle le cousin de Bachar el-Assad, Rami Makhlouf, détient des parts. Du fait de ses relations avec ces organismes et personnes sous sanctions, SOS Chrétiens d'Orient pourrait voir ses activités menacées par l'Office of Foreign Assets Control (OFAC), chargé de l'application des sanctions internationales imposées par les États-Unis, en vertu de la loi César, entrée en application en juin 2020. En septembre 2020, aucune démarche n'a cependant été effectuée en ce sens.

### Militantisme pour la réhabilitation de Bachar el-Assad
SOS Chrétiens d'Orients est accusée de lobbying, en particulier auprès de parlementaires français, en organisant et facilitant des rencontres avec des dignitaires syriens, avec à leur tête Hala Chaoui, « une amie de la femme de Bachar el-Assad », afin de promouvoir la réhabilitation du chef d'État syrien,,,. Selon le député Thierry Mariani, qui s'est rendu en Syrie, l'association SOS Chrétiens d'Orient fait partie des « rares interlocuteurs qui nous permettent d'y aller et d'avoir des relais sur place ». Lors de du premier voyage de Thierry Mariani en Syrie, SOS Chrétiens d'Orient a pris en charge les frais sur place et organisé le déplacement. 
Selon L'Express, pour l'organisation, « la défense des chrétiens d'orient sert de sésame » pour approcher les cercles du pouvoir en France et pour « fréquenter assidûment les premiers cercles du pouvoir » en Syrie.
Selon Camille Lons, l'association « milite (...) pour la réhabilitation du régime de Bachar al-Assad ».
Pour le Journalism Fund, SOS Chrétiens d'Orient « prétend soutenir les chrétiens persécutés en Syrie et au Moyen-Orient sans s'ingérer dans les conflits ou la politique locale. Mais en réalité, l'ONG (...) voile à peine son programme pour amplifier la propagande du président syrien Bachar el-Assad et faire pression pour une normalisation des relations diplomatiques entre Damas et les pays de l'UE. »
Selon Nicolas Hénin, Jérôme Tousaint admet en effet que la priorité de l'association est politique, et qu'elle vise à restaurer en France l'image de Bachar el-Assad ; l'association est donc « essentielle pour la communication d'influence de Moscou », qui soutient militairement le régime syrien sur le terrain.

### Relais de la propagande du régime syrien
Selon L'Express, « certains membres de SOS Chrétiens d'Orient relaient la propagande du régime de Damas. Au point de côtoyer des criminels de guerre. » On trouve sur les réseaux sociaux des photographies de soirées entre amis montrant Fabienne Blineau (conseillère consulaire pour la zone Syrie-Liban qui « n'a cessé d'abreuver les réseaux sociaux de photos illustrant sa proximité avec des cadres du régime »), recevant Amr Armanazi (placé sur la liste des sanctions américaines et européennes, directeur du Centre d'études et de recherches scientifiques syrien, agence du ministère de la Défense chargée d'élaborer des armes chimiques, nucléaires et biologiques), Hala Chaoui (amie personnelle d'Asma el-Assad), mais aussi Alexandre Goodarzy et Béatrice Challan-Belval, chefs de missions pour SOS Chrétiens d'Orient.
Selon Firas Kontar, porte-parole de Syrie Liberté, « SOS Chrétiens d'Orient fait avant tout de la communication en faveur du régime de Damas. Leurs activités caritatives servent de prétexte pour s'afficher avec ses représentants. Ils n'hésitent pas à falsifier les faits et ils colportent la propagande officielle ».
Lors d'un reportage sur un voyage organisé par l'ONG et Jérôme Tousaint, les journalistes de Complément d'enquête s'étonnent que les touristes, au lieu de visiter Damas, soient reçus par un ministre qui leur tient un discours de politique étrangère pendant une heure, alors que les relations diplomatiques sont coupées, un « flagrant délit de propagande », selon eux.
Pierre Le Corf, entré en Syrie par l'intermédiaire de l'association, se montre particulièrement actif sur les réseaux sociaux, notamment lors de la bataille d'Alep, où il défend les forces du régime syrien, ce qui lui vaut d'être accusé de faire de la propagande pour Bachar el-Assad,,,.
Selon Claire Lefort, l'association fait partie de la mouvance de La Manif pour tous et du Printemps français soutenue par les milieux catholiques et conservateurs, et l'envoi de « volontaires » en Syrie s'inscrit dans le cadre large de la défense des valeurs et de l'héritage chrétien, jugés menacés en Syrie aussi bien qu'en France. La démarche générale consiste donc à « organiser le combat des catholiques pour leur propre survie ». Les jeunes peu formés envoyés sur le terrain sont confrontés à une réalité politique et sociale complexe et se réfèrent alors au chef de mission, souvent proche de milieux traditionalistes ou d'extrême droite. Ils sont « ainsi confrontés à un discours pro-Bachar et pro-Russe, alimenté de théories du complot ». Un ancien volontaire déclare : « il faut veiller à prendre du recul pour éviter le “syndrome du volontaire de retour de mission”, devenu le parfait petit soldat pro-Bachar : à vingt ans on s'enflamme vite, scandalisé par les exactions des terroristes — qu'ils s'appellent Daech, Al-Nosra ou Armée syrienne libre ». Selon un autre ancien volontaire, « le but de l'association est clair : faire connaître la ligne de Bachar et la normaliser, en montrant sa logique et sa cohérence », et beaucoup de volontaires « repartent beaucoup plus conciliants [vis-à-vis de Damas] ».
Pour le Journalism Fund, « tout en travaillant sur des projets à petite échelle dans les zones contrôlées par le régime, SOS Chrétiens d'Orient mène une vaste campagne de relations publiques destinée à présenter Bachar el-Assad comme le défenseur des minorités chrétiennes, blanchissant et niant même sa longue liste de crimes contre l'humanité ».

### Soutien de milices combattant pour le régime
Si l'association reste officiellement neutre dans le conflit syrien, elle apporte officieusement son soutien à des milices combattant pour le régime de Bachar el-Assad, notamment les Forces de défense nationale (NDF). Selon une enquête de Mediapart, SOS Chrétiens d'Orient glorifie les chefs miliciens et apporte une aide logistique (colis, aide alimentaire, couvertures et tabac pour les combattants, qui sont payés par le régime syrien). Alexandre Goodarzy, chef de mission en Syrie pour SOS Chrétiens d'Orient, se montre dans une vidéo publiée en 2016 en train de « ravitailler en couvertures et en nourriture la défense nationale de Mhardeh, qui subit les assauts répétés d'Al-Nosra ». L'aide transite directement par Simon al-Wakil, commandant de la milice de Mhardeh. Selon Mediapart, SOS Chrétiens d'Orient a collecté près de 50 000 euros destinés à Simon al-Wakil, dont au moins une partie a été reversée à ses miliciens. Simon al-Wakil est accusé d'être impliqué, avec sa milice, dans des crimes de guerre et exactions de masse envers des civils, parmi lesquelles les massacres d'al-Bayda et de Baniyas de 2013,. 
L'ONG affirme en septembre 2020 ne pas avoir connaissance de ces crimes de guerre. Pourtant, l'ONG avait publié sur son site une interview d'al-Wakil, où il leur montrait, « amusé », les accusations de « médias pro-djihadistes » au sujet de « soi-disant massacres », selon lui. Pour Sara Kayyali, spécialiste de la Syrie pour Human Rights Watch, « n'importe quelle ONG opérant en Syrie devrait savoir que les Forces de défense nationale ont commis des violations des droits de l'homme de manière répétée, c'est de notoriété publique ». Alexandre Goodarzy et Benjamin Blanchard, fondateur de l'association, ont décerné en novembre 2019 un trophée à « Monsieur Simon », le félicitant pour « la libération de Mhardeh ». L'association s'est justifiée auprès de Mediapart en déclarant : « Nous n'avons jamais prétendu rester neutres face à Al-Qaïda ». Mediapart note que, pourtant, l'association se présentait jusqu'alors comme « apolitique ». 
Dans un village voisin de Mhardeh, Sqelbiye, la milice locale est dirigée par Nabel al-Abdullah. Il est accusé d'avoir créé des camps d'entraînement militaire pour mineurs. Les deux commandants des Forces de Défense nationale, Nabel al-Abdullah et Simon al-Wakil, sont « accusés d'avoir commis ou participé à sept crimes de guerre, ce qu'ils contestent, tuant plusieurs centaines de civils dans la région de Hama, en 2012, 2014 et 2017 ». SOS Chrétiens d'Orient leur a décerné à chacun un trophée en novembre 2019. Mediapart, ayant contacté l'association à ce sujet, affirme qu'en sus de vouloir « aider les Chrétiens d'Orient » selon ses statuts, l'ONG se donne aussi pour mission de « récompenser des chrétiens qui se défendent face à la barbarie islamiste pour leur survie et la défense de leurs femmes, leurs enfants et leur village », et que cela « fait parfaitement partie de [sa] philosophie »,.
Selon Samira Mobaied, SOSCO a un discours de « normalisation » des milices NDF et du régime Assad en taisant des informations sur les crimes graves et les violations des droits humains commises par les milices.
En novembre 2021, une longue enquête, publiée en anglais par Inès Daif et Stéphane Kenech, revient en détail sur les liens entre SOSCO et ces milices accusées de crimes de guerre. Cette enquête est étayée de nombreux témoignages.

## Justice
Après les révélations de l'enquête de Mediapart, en septembre 2020 concernant l'ONG, le parquet national antiterroriste ouvre une enquête préliminaire pour complicité de crimes contre l'humanité et de crimes de guerre après l'audition des journalistes en qualité de témoins auprès des gendarmes de l'Office central de lutte contre les crimes contre l'humanité, les génocides et les crimes de guerre (OCLCH) à l'automne 2021. SOS Chrétiens d'Orient est notamment mise en cause pour ses liens avec les milices chrétiennes pro-Assad accusées de crimes de guerre,. Dans plusieurs droits de réponse, l'association « conteste avec force être complice de quelque crime de guerre que ce soit » et affirme n'avoir « jamais été interrogée sur cette prétendue mise en cause pour complicité de crimes de guerre »,.

## Publications
Publications de SOS Chrétiens d'Orient et de ses membres :
- Agenda 2016 : Une année avec les chrétiens d'Orient, Monaco, Le Rocher, 2015, 172 p. (ISBN 978-2-268-08075-8)Témoignages de volontaires de SOS Chrétiens d'Orient parmi des tribunes de personnalités telles que Michel Onfray, Richard Millet, Denis Tillinac, Ivan Rioufol, Christian Chesnot, Georges Malbrunot, André Bercoff, Alexandre Najjar, et Yves de Kerdrel, sur la situation des chrétiens d'Orient.
- Charlotte d'Ornellas (préf. Marc Fromager), Au secours des chrétiens d'Orient : Entretien avec Charles de Meyer & Benjamin Blanchard, Versailles, Via Romana, 2019, 128 p. (ISBN 978-2-37271-133-3).
- Jean-Paul Tillement, SOS chrétiens d'Orient (préf. Farid Aractingi, postface Benjamin Blanchard), Au Liban, la paix retrouvée : Plaidoyer pour une paix durable au Proche-Orient en octobre 2018, Montceaux-les-Meaux, Fiacre, 2019, 83 p. (ISBN 978-2-917231-78-4).
- Alexandre Goodarzy, Guerrier de la paix : Irak, Syrie, Jordanie, Éthiopie, Arménie, Pakistan, un volontaire aux côtés des chrétiens menacés, Monaco, Le Rocher, 2021, 332 p. (ISBN 978-2-268-10516-1).